# William Docker Browning

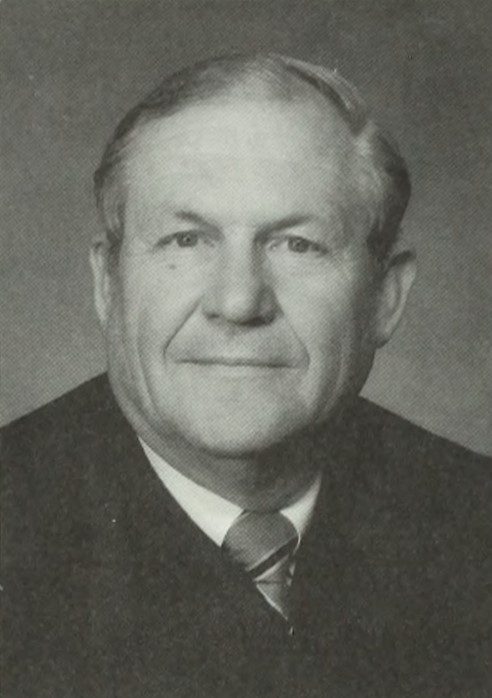
William D Browning

William Docker Browning (* 19. Mai 1931 in Tucson, Arizona; † 26. Februar 2008) war ein US-amerikanischer Jurist. Nach seiner Berufung durch Präsident Ronald Reagan fungierte er ab 1984 als Bundesrichter am Bundesbezirksgericht für den Distrikt von Arizona.

## Werdegang
William Browning besuchte nach seinem Schulabschluss die University of Arizona in seiner Heimatstadt Tucson und erwarb dort 1954 den Bachelor of Science sowie den Bachelor of Arts. Anschließend diente er bis 1957 in der US Air Force, in der er den Rang eines Lieutenant erreichte. Nachdem er 1960 den Bachelor of Laws vom College of Law der University of Arizona erhalten hatte, praktizierte er bis 1984 als Rechtsanwalt in einer privaten Kanzlei in Tucson. Er gehörte der Republikanischen Partei an, hatte aber nie ein politisches Amt inne.
Am 4. April 1984 wurde Browning durch Präsident Reagan als Nachfolger der verstorbenen Mary Anne Richey zum Richter am United States District Court for the District of Arizona ernannt. Nach der Bestätigung durch den US-Senat, die am 24. April erfolgte, konnte er am 3. Mai desselben Jahres sein Amt antreten. Von 1990 bis 1994 war er als Chief Judge Vorsitzender dieses Bundesgerichts; dann übernahm Robert C. Broomfield diese Funktion. Am 14. Mai 1998 wechselte er in den Senior Status und ging damit faktisch in den Ruhestand. Sein Sitz fiel an Raner Collins. Während seiner Amtszeit war Browning von 1990 bis 1993 Mitglied der Judicial Conference of the United States, eines Aufsichtsgremiums zur Erstellung von Arbeitsrichtlinien für die amerikanischen Gerichte. Er starb am 26. Februar 2008.